# Tuyamaella molischii
Tuyamaella molischii är en bladmossart som först beskrevs av Victor Félix Schiffner, och fick sitt nu gällande namn av Sinske Hattori. Tuyamaella molischii ingår i släktet Tuyamaella och familjen Lejeuneaceae. Inga underarter finns listade i Catalogue of Life.